# Округ Борегард (Луизијана)
Борегард (енгл. Beauregard Parish) је округ у америчкој савезној држави Луизијана.

## Демографија
По попису из 2010. године број становника је 35.654, што је 2.668 (8,1%) становника више него 2000. године.
| Група             | 2000.          | 2010.          |
| Белци             | 27.513 (83,4%) | 28.730 (80,6%) |
| Афроамериканци    | 4.261 (12,9%)  | 4.655 (13,1%)  |
| Азијати           | 198 (0,6%)     | 224 (0,6%)     |
| Хиспаноамериканци | 468 (1,4%)     | 1.003 (2,8%)   |
| Укупно            | 32.986         | 35.654         |